# Nikołaj Konowałow (1914–1971)
Nikołaj Leontjewicz Konowałow (ros. Николай Леонтьевич Коновалов, ur. 8 kwietnia 1914 we wsi Wiriwka w obwodzie donieckim, zm. 19 lipca 1971 w Murmańsku) – radziecki polityk, przewodniczący Obwodowego Komitetu Wykonawczego w Murmańsku (1959-1966).
1934-1935 studiował w Leningradzkiej Akademii Leśnotechnicznej, później był technikiem i głównym inżynierem w kombinacie przemysłu leśnego w obwodzie murmańskim. Od 1945 zastępca sekretarza ds. transportu, sekretarz ds. kadr, II sekretarz, następnie I sekretarz Komitetu Miejskiego WKP(b) w Kandałakszy. Od stycznia 1951 do września 1952 sekretarz Komitetu Obwodowego WKP(b) w Murmańsku, od września 1952 do czerwca 1953 główny inżynier trustu „Murmanles”, 1953-1954 szef Obwodowego Zarządu Kultury w Murmańsku, od 1954 do czerwca 1959 sekretarz Komitetu Obwodowego KPZR w Murmańsku. Od 9 czerwca 1959 do 2 grudnia 1966 przewodniczący Komitetu Wykonawczego Rady Obwodowej w Murmańsku, następnie do śmierci I sekretarz Komitetu Obwodowego KPZR w Murmańsku, równocześnie od 30 marca 1971 do śmierci członek Centralnej Komisji Rewizyjnej KPZR.

## Odznaczenia
- Order Lenina (1966)
- Order Czerwonego Sztandaru Pracy (dwukrotnie - 1950 i 1963)
- Medal „Za obronę Radzieckiego Obszaru Podbiegunowego”
- Medal „Za ofiarną pracę w Wielkiej Wojnie Ojczyźnianej 1941–1945”
- Medal „Za pracowniczą dzielność”